# Ruggero Tita
Ruggero Tita (Rovereto, 20 de marzo de 1992) es un deportista italiano que compite en vela en la clase Nacra 17.
Participó en dos Juegos Olímpicos de Verano, obteniendo dos medallas de oro, en Tokio 2020 y París 2024, en la clase Nacra 17 (junto con Caterina Banti).
Ganó cinco medallas en el Campeonato Mundial de Nacra 17 entre los años 2017 y 2024, y cinco medallas en el Campeonato Europeo de Nacra 17 entre los años 2017 y 2023.

## Palmarés internacional
| \| Juegos Olímpicos \| Juegos Olímpicos \| Juegos Olímpicos \| Juegos Olímpicos \| \| Año \| Lugar \| Medalla \| Clase \| \| ------------------ \| -------------------------- \| ----------------- \| ---------------- \| \| 2020 \| Tokio (Japón) \| Medalla de oro \| Nacra 17 \| \| 2024 \| París (Francia) \| Medalla de oro \| Nacra 17 \| \| Campeonato Mundial \| \| \| \| \| Año \| Lugar \| Medalla \| Clase \| \| 2017 \| La Grande-Motte (Francia) \| Medalla de bronce \| Nacra 17 \| \| 2018 \| Aarhus (Dinamarca) \| Medalla de oro \| Nacra 17 \| \| 2022 \| St. Margarets Bay (Canadá) \| Medalla de oro \| Nacra 17 \| \| 2023 \| La Haya (Países Bajos) \| Medalla de oro \| Nacra 17 \| \| 2024 \| La Grande-Motte (Francia) \| Medalla de oro \| Nacra 17 \| \| Campeonato Europeo \| \| \| \| \| Año \| Lugar \| Medalla \| Clase \| \| 2017 \| Kiel (Alemania) \| Medalla de oro \| Nacra 17 \| \| 2018 \| Gdynia (Polonia) \| Medalla de oro \| Nacra 17 \| \| 2020 \| Attersee (Austria) \| Medalla de oro \| Nacra 17 \| \| 2022 \| Aarhus (Dinamarca) \| Medalla de oro \| Nacra 17 \| \| 2023 \| Vilamoura (Portugal) \| Medalla de plata \| Nacra 17 \| |                            |                   |          |
| Juegos Olímpicos |                            |                   |          |
| Año | Lugar                      | Medalla           | Clase    |
| 2020 | Tokio (Japón)              | Medalla de oro    | Nacra 17 |
| 2024 | París (Francia)            | Medalla de oro    | Nacra 17 |
| Campeonato Mundial |                            |                   |          |
| Año | Lugar                      | Medalla           | Clase    |
| 2017 | La Grande-Motte (Francia)  | Medalla de bronce | Nacra 17 |
| 2018 | Aarhus (Dinamarca)         | Medalla de oro    | Nacra 17 |
| 2022 | St. Margarets Bay (Canadá) | Medalla de oro    | Nacra 17 |
| 2023 | La Haya (Países Bajos)     | Medalla de oro    | Nacra 17 |
| 2024 | La Grande-Motte (Francia)  | Medalla de oro    | Nacra 17 |
| Campeonato Europeo |                            |                   |          |
| Año | Lugar                      | Medalla           | Clase    |
| 2017 | Kiel (Alemania)            | Medalla de oro    | Nacra 17 |
| 2018 | Gdynia (Polonia)           | Medalla de oro    | Nacra 17 |
| 2020 | Attersee (Austria)         | Medalla de oro    | Nacra 17 |
| 2022 | Aarhus (Dinamarca)         | Medalla de oro    | Nacra 17 |
| 2023 | Vilamoura (Portugal)       | Medalla de plata  | Nacra 17 |